# Karl Gratza
Karl Gratza (auch Carl Gratza) (* 27. Mai 1820 in Tworkau, Landkreis Ratibor; † 29. Juni 1876 in Himmelwitz, Landkreis Groß Strehlitz), war ein deutscher katholischer Geistlicher und Mitglied des deutschen Reichstags.

## Leben

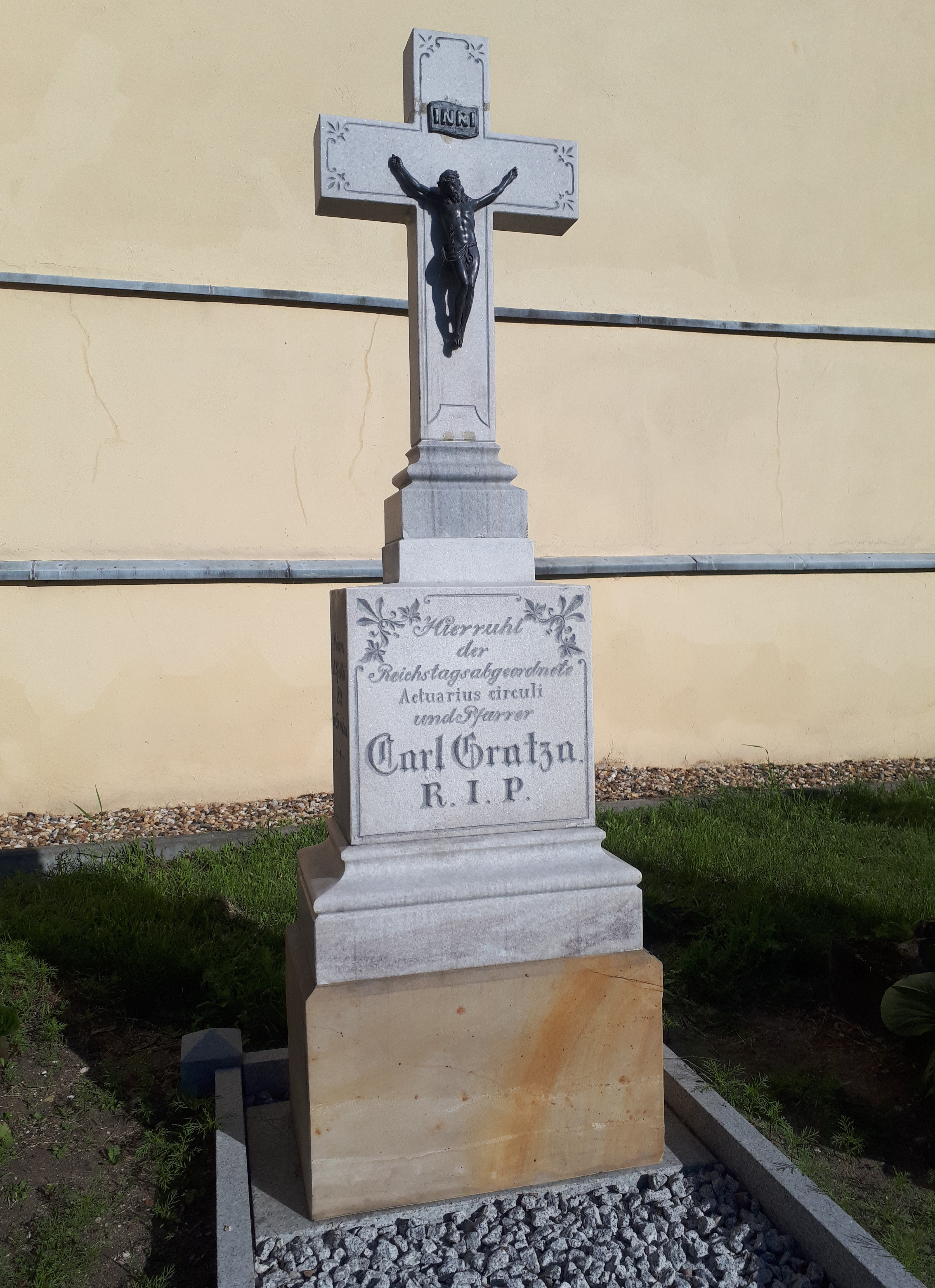
Der Grabstein von Carl Gratza aus dem Jahre 1879 bei der Himmelwitzer Allerheiligenkirche. Zustand nach Erneuerung im Jahre 2018.

Karl Gratza wurde am 3. August 1845 zum Priester geweiht. Anschließend war er Kaplan in Kosel, wo er zum 1. Februar 1847 auch Kreisvikar wurde. Im Juli 1848 wurde er zum Administrator in Lubowitz ernannt. Von 1853 bis 1865 war er Pfarradministrator in Schurgast, danach Pfarrer in Himmelwitz. Zudem war er Actuarius Circuli des Archipresbyterates Groß Strehlitz, das heißt der Stellvertreter des Erzpriesters.
Nachdem das Mandat von Hugo zu Hohenlohe-Öhringen von der Wahlprüfungskommission des Reichstags für ungültig erklärt worden war, wurde Gratza am 24. September 1875 für den Wahlkreis Oppeln 3, der Groß Strehlitz und Kosel umfasste, zum Abgeordneten des Deutschen Reichstages für das Zentrum nachgewählt. Nach seinem Tod am 29. Juni 1876 folgte ihm der Abgeordnete Adolph Franz durch Nachwahl am 18. September 1876.
Gratza wurde in Himmelwitz auf dem Friedhof der Allerheiligenkirche beigesetzt. Sein Grabmal ist bis heute erhalten.